# سيسك فابريغاس
فرانسيسك «سيسك» فابريغاس سولير (النطق الكتالاني : [ˈsɛsk ˈfaβɾəɣəs]، تلفظ بالإسبانية: ‎/ˈfaβɾeɣas/‏؛ مواليد 4 مايو 1987) هو مدرب كرة قدم إسباني ولاعب كرة قدم سابق كان يلعب كلاعب خط وسط.
لعب فابريغاس أوّل مبارياته مع نادي ماتارو، إلا أن مسيرته الكروية الفعلية لم تبدأ إلا لاحقًا، كمتدرب مع برشلونة، وقد عاد ووقع عقدًا مع آرسنال الإنجليزي في سبتمبر 2003 عندما كان يبلغ من العمر 16 عامًا. كان لإصابة لاعبي خط الوسط في موسم 2004–05 أثرًا كبيرًا في جعل فابريغاس يظهر كلاعب خط وسط واعد لآرسنال، صانع الألعاب، وقائد الفريق. حطم فابريغاس العديد من أرقام النادي القياسية، وكسب شهرته كواحد من أفضل اللاعبين الشباب بمركزه. في عام 2011، عاد إلى ناديه السابق برشلونة بشكل مبدئي مقابل 34 مليون يورو.
دوليًا، بدأ مشواره الوطني عندما مثل منتخب تحت 17 عامًا في عام 2003 ببطولة كأس العالم للشباب تحت 17 سنة 2003 في فنلندا. ونتيجة لأدائه مع فريقه، اُستدعي إلى المنتخب الأول في عام 2006، وقد لعب في كأس العالم لسنة 2006 وكأس الأمم الأوروبية لسنة 2008 وكأس العالم لسنة 2010، وساعد إسبانيا في إحراز آخر بطولتين.
حصد فابريغاس عدّة ألقاب سواء مع فريق آرسنال أو برشلونة أو مع المنتخب الإسباني لكرة القدم، وظهر في بضعة برامج تلفازية، وهو الراعي الفخري للحملة ضد العنصرية في كرة القدم والمجتمع؛ حاملة عنوان «إظهار العنصرية بطاقة حمراء». كان فابريغاس زميلاً لليونيل ميسي في الأكاديمية، وقد أشاد كل منهما ببعضهما البعض، وقال فابريغاس في هذا الإطار: «ربحنا كل بطولات فئتنا العمرية معًا، وكنّا نحب أن نواجه بعضنا في مباريات ثنائية. لقد كان بيننا تفاهم وتناغم كبير».
كما أفاد أنه واجه صعوبة في التأقلم مع ميسي في بادئ الأمر كون الأخير كان شديد الخجل والعصبية، ولم يندمج بسهولة مع زملاءه الآخرين، لولا أن خصصوا وقتا للعب البلاي ستيشن. طالت الإشاعات حياة فابريغاس الخاصة منذ أن انفصل عن صديقته كارلا غارسيا، فقيل أنه يواعد امرأة أخرى، وقد تأكد هذا الأمر فعلاً بعد شهر واحد من انفصاله عن صديقته الأولى.

## نشأته
ولد فابريغاس في فيلاسار دي مار، ببرشلونة، في منطقة كتالونيا لفرانسيسك فابريغاس، الأب، الذي يدير شركة عقارية، ونوريا سولير، مالكة شركة معجنات. وقد شجع سيسك نادي برشلونة منذ طفولته، وحضر أول مباراة له عندما كان يبلغ من العمر تسعة أشهر فقط، مع جده. بدأ مسيرته الكروية مع نادي ماتارو، قبل أن يوقع عقدًا مع أكاديمية برشلونة لا ماسيا للشباب الذين تصل أعمارهم إلى 10 سنوات، في عام 1997. قيل أن مدربه الأول، سنيور بلاي، لم يختر فابريغاس لخوض مباريات ضد برشلونة في محاولة لإخفائه من كشافينهم. مع ذلك، لم يصمد أسلوب التستر هذا أمام برشلونة لمدة طويلة، واستسلم ماتارو وسمح لسيسك في التدرب مع برشلونة ليوم واحد في الأسبوع. وفي نهاية المطاف، انضم فابريغاس لأكاديمية برشلونة بدوام كامل. وتدريبه الأول كان كلاعب خط وسط دفاعي بجانب أسماء بارزة مثل جيرارد بيكي وليونيل ميسي. وكان أيضاً هدافًا، وسجل في بعض الأحيان أكثر من 30 هدفًا في موسم واحد لفرق الشباب في النادي، لكنه لم ينجح في لعب أي مباراة مع الفريق الأول في الكامب نو. خلال الفترة التي قضاها في أكاديمية برشلونة، كان مثله الأعلى كابتن برشلونة آنذاك وصاحب القميص رقم أربعة جوسيب غوارديولا، والذي أعطى بعد ذلك قميصه لسيسك وواساه عندما تطلق والداه.

## مسيرته الكروية

### آرسنال

#### التكيف في إنجلترا

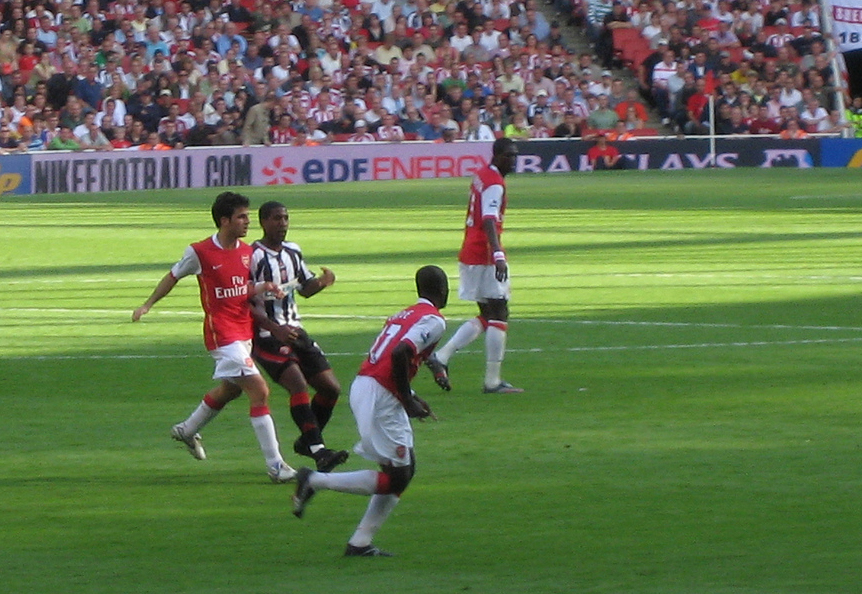
فابريغاس (يسار) في مباراة شيفيلد يونايتد في عام 2006.

عندما شعر سيسك بأنه لن يتاح أمامه سوى بضعة فرص محدودة للعب في برشلونة، قرر الانضمام إلى آرسنال، فوقع عقدًا مع أكاديمية النادي اللندني، في لندن في 11 سبتمبر 2003. في البداية، وجد فابريغاس صعوبة في التأقلم مع الحياة في عاصمة إنجلترا، ولكن سرعان ما أقام صداقة مع الناطق بالإسبانية زميله في الفريق فيليب سينديروس، الذي ساعده على الاستقرار. ونتيجة لعمره (16 عاما) لم يفكر في اللعب مع الفريق الأول على الفور لكنه تمنى أن يصل إلى اللاعبين الكبار مثل الفرنسي باتريك فييرا وجيلبرتو سيلفا، بينما يركز على التدريب وتعلم اللغة الإنجليزية. إلا أنه لعب أول مباراة له مع آرسنال بعد فترة ليست بطويلة من انضمامه، وكانت في 23 أكتوبر 2003، في كأس رابطة المحترفين وكانت النتيجة التعادل على أرضه أمام روذرهام يونايتد. وبذلك أصبح أصغر لاعب في فريق آرسنال الأول على الإطلاق، وكان عمره 16 عامًا و 177 يوم. ثم أصبح أصغر هداف في تاريخ آرسنال في مباراة أخرى من كأس رابطة الأندية الإنجليزية المحترفة، وسجل في الفوز 5–1 ضد ولفرهامبتون. على الرغم من فوز آرسنال بالدوري في موسم 2003–04،  لم يمنح سيسك ميدالية الفائز لأنه لم يلعب أي مباراة في الدوري.
لم يكن حتى بداية موسم 2004–05 يظهر في مباريات الفريق الأول خارج كأس رابطة الأندية الإنجليزية المحترفة. وكانت أول مباراة له هذا الموسم ضد مانشستر يونايتد في الدرع الخيرية الإنجليزي. لعب سيسك بعد إصابة فييرا أربع مباريات متتالية في الدوري الممتاز. وقد أثني على أدائه في تلك المباريات، حتى أنه سجل هدف في مرمى بلاكبيرن روفرز في الفوز 3–0، وبذلك أصبح أصغر لاعب يسجل هدفًا لآرسنال في تاريخ الدوري الإنجليزي. ومع تزايد الإصابات لكل من إيدو وجيلبرتو سيلفا، أعطي سيسك المزيد من فرص اللعب في جميع المسابقات. وقع أول عقد احترافي مع آرسنال في سبتمبر 2004، الأمر الذي ألزمه على اللعب مع آرسنال لمدة طويلة الأجل مستقبلاً في النادي. في دوري أبطال أوروبا لموسم 2004–2005، أصبح ثاني أصغر هداف في تاريخ البطولة بعد تسجيله الهدف الثالث ضد روزنبورغ في الفوز 5–1. واختتم موسمه بالفوز بتكريم لأول مرة مع آرسنال عندما كان في التشكيلة التي فازت على مانشستر يونايتد بركلات الترجيح في نهائي كأس الاتحاد لسنة 2005.

#### الدخول في التشكيلة الأساسية

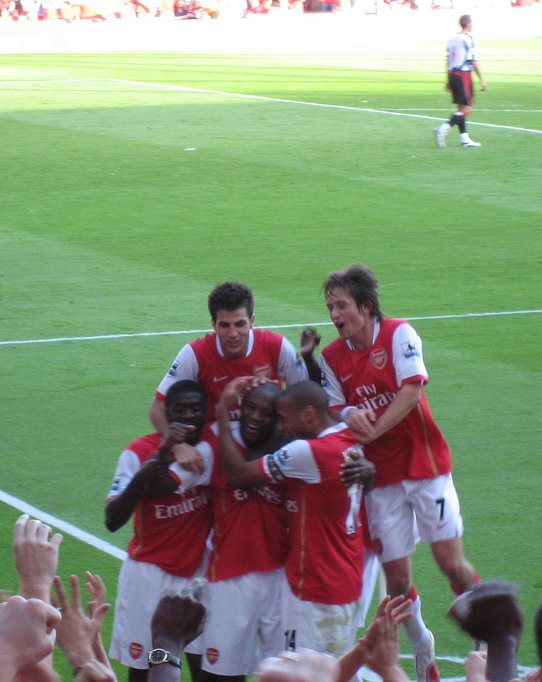
سيسك يحتفل مع زملائه.

بعد رحيل فييرا إلى يوفنتوس الإيطالي، أعطي سيسك رقم اللاعب الفرنسي «4» ولعب بانتظام في خط الوسط إلى جانب لاعب ارتكاز آرسنال جيلبرتو سيلفا. ولعب 49 مباراة في جميع البطولات خلال موسم 2005–06. وعلى الرغم من صغر سنه، فقد تم التدقيق في لعبه بسبب اشتراكه المتزايد في الفريق الأول. وظهر سيسك أقل خشونة من فييرا، في البداية كانت هناك شكوك حول قدرته على ملء الفراغ الذي تركه الفرنسي. ومع ذلك، أكد سيسك أسلوبه الخاص في اللعب وأعجب النقاد في دوري أبطال أوروبا ضد ريال مدريد الإسباني ويوفنتوس الإيطالي. ففي مباراة يوفنتوس سجل هدف وصنع آخر لتيري هنري وانتهت المباراة بنتيجة 0–2، وفي الوقت نفسه تمكن من إثبات أنه يمكن أن يلعب ضد الأندية القوية. ثم لعب في النهائي ضد ناديه السابق برشلونة، حيث خسر آرسنال بنتيجة 2–1.
في الصيف، عبّر ريال مدريد عن رغبته في توقيع عقد مع سيسك، ولكن مدرب آرسنال آرسين فينغر قال بأن ناديه ليس بوارد الاستماع إلى أي عروض. وفي شهر سبتمبر من سنة 2006، مع تبقي ست سنوات على نهاية عقده، عرض آرسنال تمديد مدته خمس سنوات (مع وجود خيار لتمديد مدة ثلاث سنوات أخرى)، وقد وقع اللاعب في 19 أكتوبر 2006. في حين أن العقد كان طويل المدة على نحو غير عادي، أشار فابريغاس إلى أن أسباب التزامه الطويل المدى هو أسلوب اللعب في آرسنال.
يعتبر موسم 2006–07 بمثابة تجربة التعلم بالنسبة لسيسك فابريغاس، إذ لم يتمكن النادي حينها من تأمين أي لقب كبير وهزم من جاره تشيلسي في نهائي كأس رابطة أندية المحترفين. ومع ذلك، استمر فابريغاس أحد أفضل اللاعبين الأساسيين، ولعب في كل مباراة في الدوري. في دوري أبطال أوروبا لموسم 2006–07 سجل هدفين في الفوز 3–0 على دينامو زغرب في مباراة التصفيات. في الدوري الممتاز، تمكن من تحقيق 13 تمريرة، فكان ذلك ثاني أعلى مجموع في الدوري. وتمكن من إنهاء الموسم مع ألقاب فردية عدة، بما في ذلك جائزة الفتى الذهبي، التي عرضتها ورقة توتوسبورت الإيطالية، بناء على استطلاع لآراء كبار الكتاب في جميع أنحاء أوروبا. كما اختير في فريق الاتحاد الأوروبي لسنة 2006، واختير كأفضل لاعب في شهر يناير من سنة 2007 في الدوري الإنجليزي. ورشح لجائزة أفضل لاعب في الدوري الإنجليزي، وأفضل لاعب شاب، لكنه لم يفز بها. وفي شهر يونيو من سنة 2007، حصل على جائزة لاعب آرسنال في الموسم محققًا 60% من الأصوات المؤيدة.

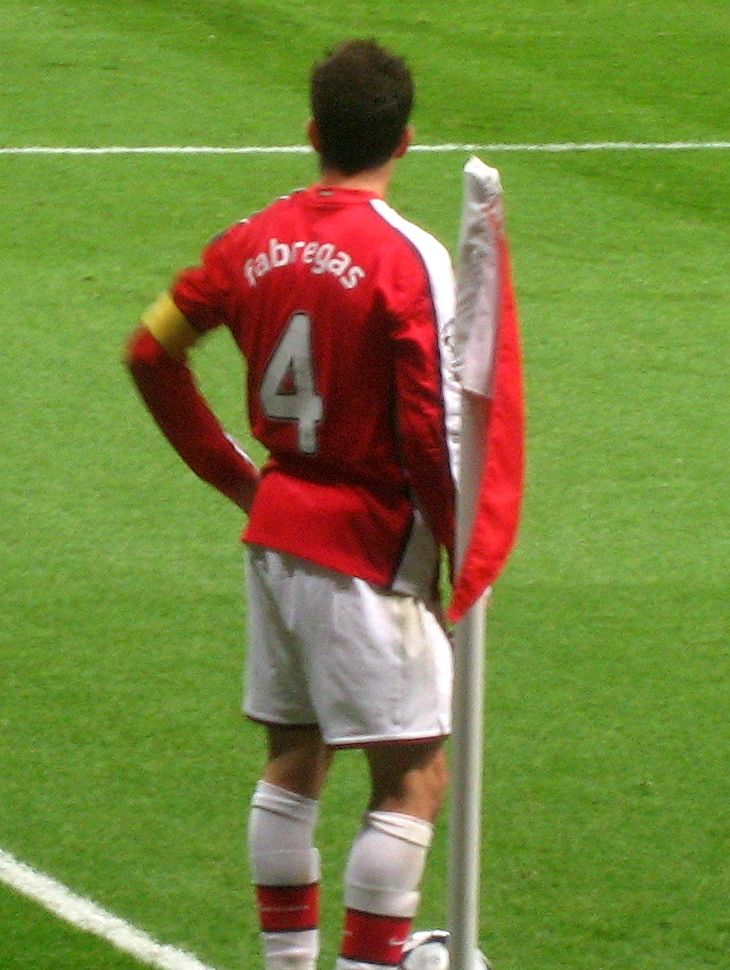
عين سيسك قائد الفريق خلال موسم 2008–09.

بدأ موسم 2007–08 مع العديد من الشكوك في آرسنال. فقد استقال ديفيد دين نائب رئيس النادي في ظل وجود مزاعم بنزاع داخلي، وتلا ذلك مغادرة الهداف التاريخي لآرسنال تيري هنري لبرشلونة، وكان هناك أيضاً تكهنات حول مستقبل آرسين فينغر مع النادي. بهذا فُتح الباب أمام سيسك ليصبح اللاعب الأكثر أهمية في آرسنال، وأفاد حينها بأنه مستعد للتحدي، وبدأ الموسم بشكل جيد، فسجل أهداف وصنع أخرى، وقد نسب موقع سوكر نت النجاح المبكر لآرسنال للإسباني الشاب. مع بدايته في هذا الموسم، حصل على جائزة أفضل لاعب في الشهر من مشجعي آرسنال لشهر أغسطس وسبتمبر وأكتوبر، وكذلك أفضل لاعب في الدوري الممتاز لشهر سبتمبر. ولعب سيسك دورًا أساسيًا في النادي خلال دوري أبطال أوروبا 2007–2008، في لقاء الإياب ضد ميلان، وسجل في وقت متأخر من المباراة مما أدى لتأهل آرسنال إلى الدور ربع النهائي. على الرغم من أن آرسنال أنهى الموسم بدون أي بطولة، لكن سيسك جمع عدة جوائز شخصية. في 11 أبريل 2008، تم ترشيح سيسك لجائزة أفضل لاعب في الدوري الإنجليزي، وبالإضافة إلى جائزة أفضل لاعب شاب للمرة الثانية على التوالي، لم يفز بجائزة أفضل لاعب لكنه فاز بجائزة أفضل لاعب شاب؛ واختاره موقع نادي آرسنال أفضل لاعب في تلك السنة.

#### شارة القيادة

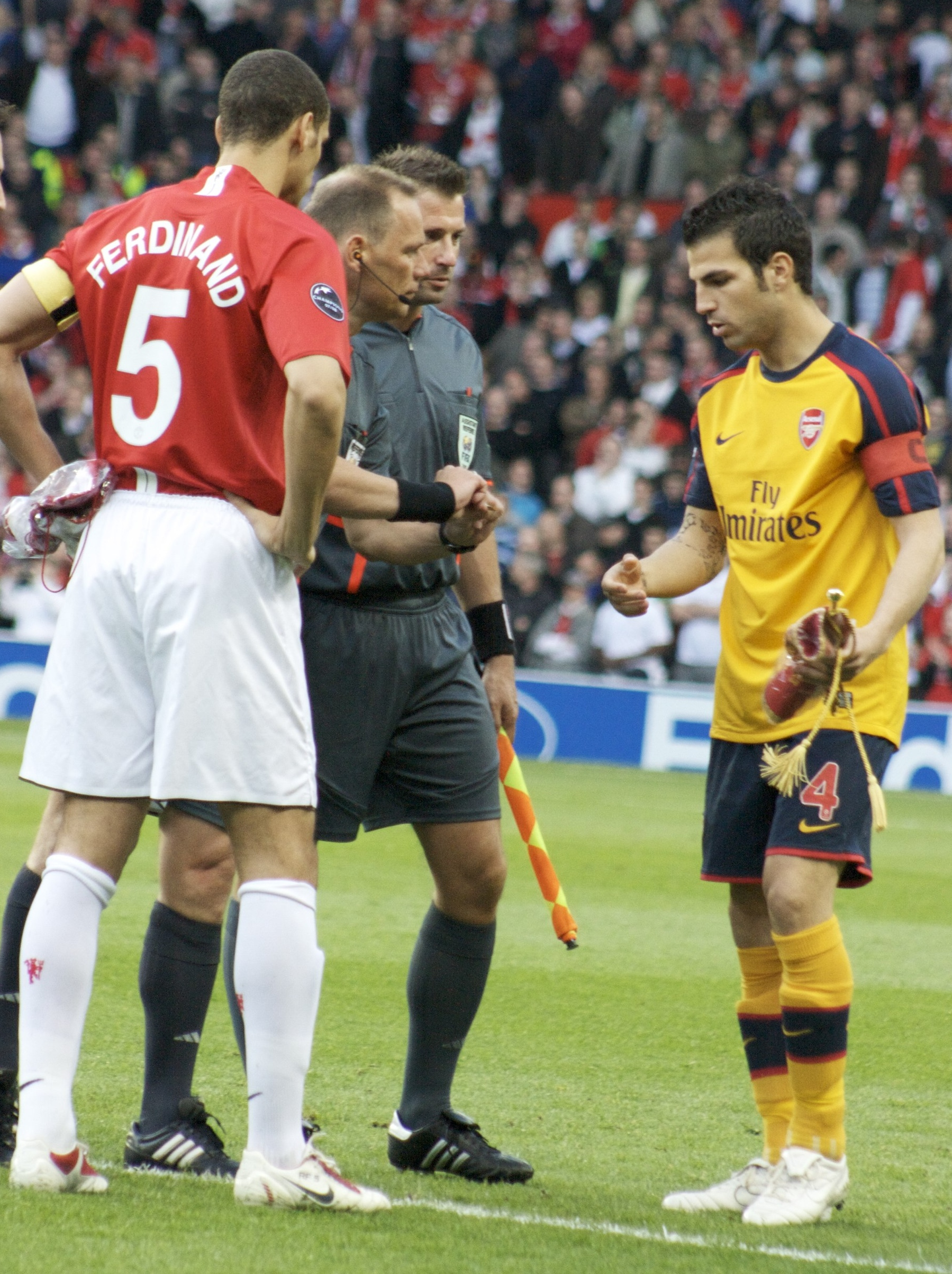
فابريغاس القائد، في نصف نهائي دوري أبطال أوروبا 2008–2009.

في 24 نوفمبر 2008، خاض فابريغاس 14 مباراة في الدوري في موسم 2008–09، وأصبح قائداً لآرسنال خلفاً لوليام غالاس. ومع ذلك، لم يتمكن آرسنال من الفوز بأي بطولة بعد بداية ضعيفة لهذا الموسم، وتعرض سيسك لإصابة في الركبة أبعدته عن ميدان الملاعب لمدة أربعة أشهر خلال مباراة أمام ليفربول. وحصل آرسنال في هذا الموسم على المركز الرابع في الدوري وخرج في الدور نصف النهائي من دوري أبطال أوروبا 2008–09. وبالتوازي مع سياسة آرسنال باعتماده على اللاعبين الشباب، فإن الفريق الذي قاده سيسك في الموسم الجديد تكون في أغلبه من الشباب كما كان من قبل، مع أصدقائه المقربين: نيكلاس بيندتنر، وغايل كليشي، وأبو ديابي، ودنيلسون، وسمير نصري وألكساندر سونغ وثيو والكوت.

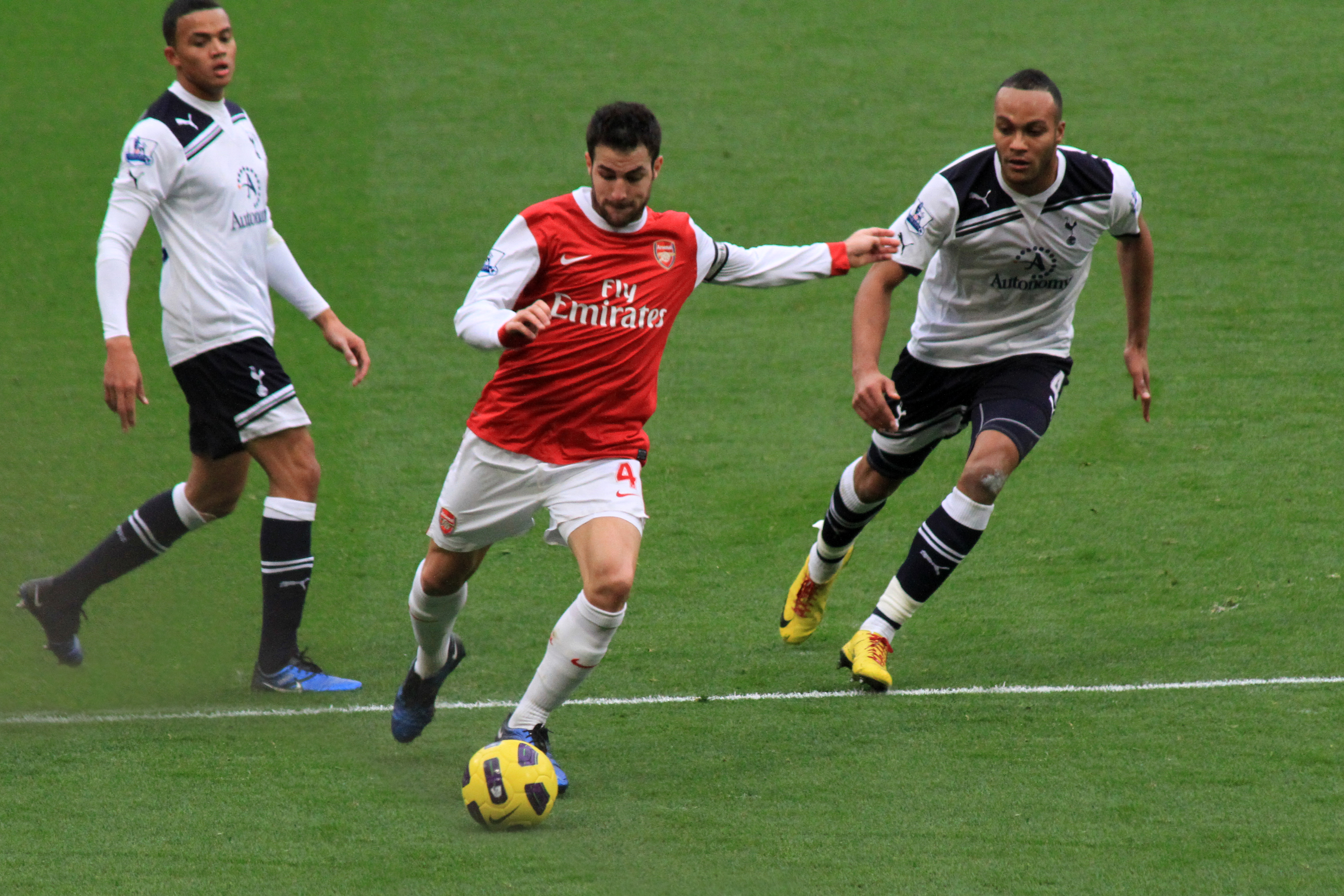
فابريغاس في مباراة ضد توتنهام هوتسبر في نوفمبر 2010.

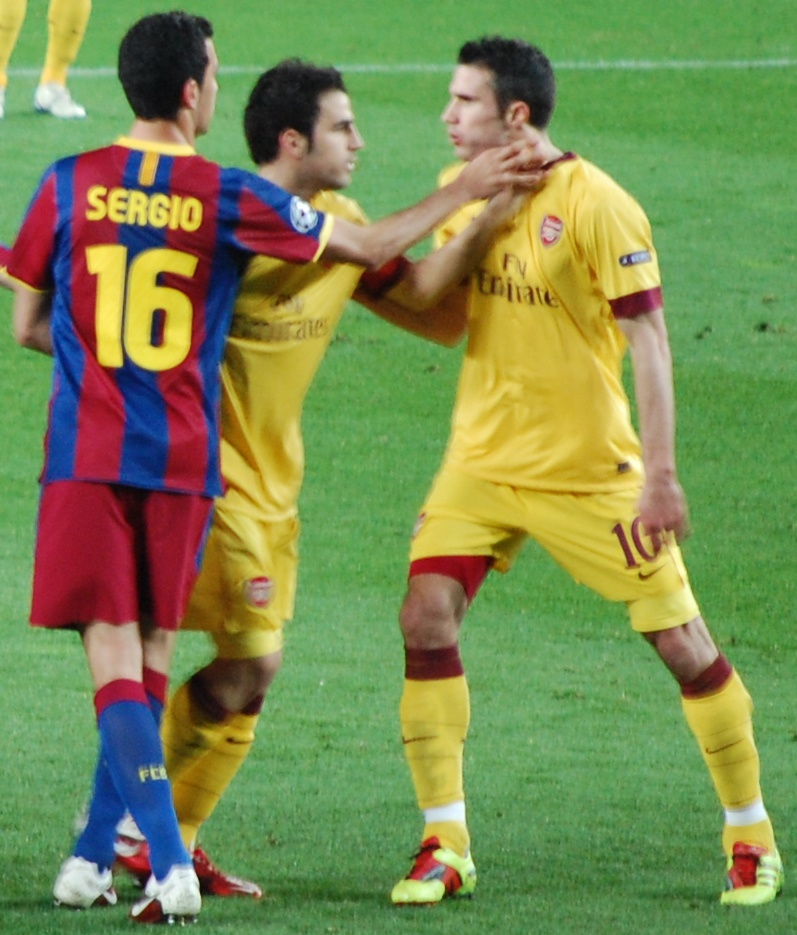
سيسك يحاول إيقاف مشاجرة بين بوسكيتس وفان بيرسي.

في افتتاح مباراة الدوري في موسم 2009–10، سجل هدفين وتمكن من تحقيق اثنين آخرين في فوز آرسنال 6–1 خارج أرضه ضد إيفرتون. لعب لآرسنال في تصفيات التأهل لدوري أبطال أوروبا موسم 2009–10 في مباراة سلتيك، حيث فازوا عليه في الإياب والذهاب، ولكن في وقت مبكر للموسم تلقى النادي خسارتين متتاليتين في الدوري من مانشستر يونايتد ومانشستر سيتي. وبعد ذلك انتعش الفريق ليعود بقوة بعد هذه النكسة، واستطاع سيسك التسجيل بشكل غزير، ولم يخسر في 13 مباراة متتالية. برغم الخسارة في الدوري 4 مرات حتى قبل منتصف الموسم، فقد اقترب من أن يقود آرسنال للمركز الأول بالدوري بعد 22 مباراة. عانى من كسر في الساق قبل أن يسجل هدف التعادل في المباراة التي انتهت بنتيجة 2–2 في 31 مارس 2010، أثناء مباراة الذهاب الأولى من بطولة دوري أبطال أوروبا في ربع النهائي ضد برشلونة. حُرم آرسنال، الذي كان خلف المتصدر مانشستر يونايتد بأربع نقاط، حُرم من القائد للمباريات المتبقية في الدوري هذا الموسم البالغة 6 مباريات؛ وخرج في وقت لاحق من قبل برشلونة في دوري أبطال أوروبا، وسقط من سباق المنافسة على لقب الدوري. اختير فابريغاس في وقت لاحق لأفضل تشكيلة في الدوري الإنجليزي.
قبل بداية موسم 2010–11، ظهرت مرة أخرى تكهنات إعلامية مكثفة حول مستقبل اللاعب، وفي يونيو 2010، رفض نادي آرسنال عرضًا من برشلونة بلغت قيمته 35 مليون يورو لشراء فابريغاس. وفي هذا الموسم تحول الدوري إلى حرب تنافسية؛ حتى أن آرسنال خسر خمس مباريات قبل منتصف الموسم، فقد كان يتصارع على المركز الأول مع مانشستر يونايتد ومانشستر سيتي. في أواخر فبراير، كان لا يزال آرسنال في المنافسة بين الأربعة الأوائل بالدوري، ولكن في غضون فترة أسبوعين خسر في نهائي كأس رابطة أندية المحترفين، وخسر على يد برشلونة الإسباني في دور الستة عشر من دوري أبطال أوروبا، وفاز في كأس الاتحاد الدور ربع النهائي. ولم يلعب سيسك في نهائي كأس رابطة الأندية، لكنه لعب في مباراتي دوري الأبطال ضد برشلونة. وظل آرسنال في المنافسة على لقب الدوري حتى الثلث الأخير من الموسم قبل أن يبتعد خلف مانشستر يونايتد متصدر الدوري المحلي، بل أنهى الموسم في المركز الرابع. وخلال الانتقالات الصيفية قدم نادي برشلونة العديد من العروض لانتقال اللاعب وبعد إصرار شديد من اللاعب، وافق نادي آرسنال على انتقاله بعد أن رفع برشلونة قيمة العرض.

### برشلونة

#### موسم 2011–12

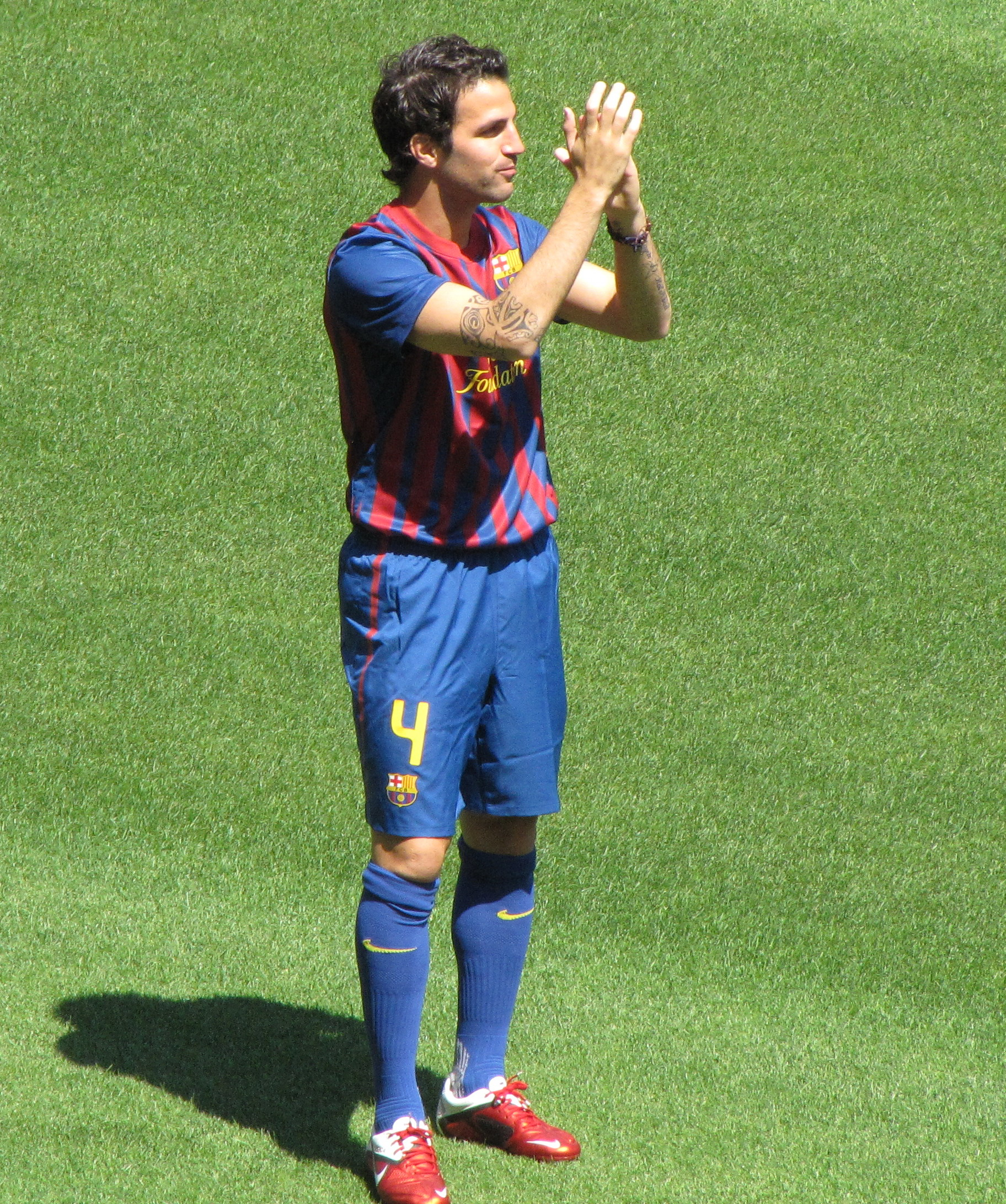
فابريغاس في مباراته الأولى مع برشلونة.

في موسم 2011–2012 عاد فابريغاس إلى برشلونة بعد مفاوضات عديدة مع آرسنال بصفقة تقدر بتسعة وثلاثين مليون جنيه إسترليني. لعب أول مباراة في 18 أغسطس ضد ريال مدريد في كأس السوبر الأسباني، وتمكن من تسجيل أول هدف رسمي له في مباراة ضد بورتو في كأس السوبر الأوروبي التي فاز بها بنتيجة 2–0. ولعب أول مباراة في الدوري ضد فياريال. سجَّل فابريغاس ثلاثة أهداف إضافية خلال شهر سبتمبر بما فيه هدف التعادل المتأخر 2–2 ضد نادي فالنسيا.
بعد ذلك أمضى فابريغاس أغلب شهر أكتوبر على مقعد الاحتياط بعد أن أصيب بأوتار مأبض رجله، ثمَّ عاد في دوري الأبطال وسجَّل في المباراة بين برشلونة ونادي فيكتوريا بلزن، ليفوز الأول بنتيجة 4–0. بعدها عاد إلى اللعب بالدوري الإسباني في مباراة التعادل 2–2 مع أتلتيك بيلباو، مسجلًا هدف في ذات المباراة. أيضًا سجّل هدفًا في شباك نادي ليفانتي وريال مدريد في مبارتين انتهت نتيجتهما لصالح برشلونة 5–0 و 3–1 على التوالي. في وقت لاحق سجل فابريغاس ضد نادي سانتوس ليساعد برشلونة على الفوز بنتيجة 4–0 في نهائي كأس العالم لأندية كرة القدم 2011.
سجَّل فابريغاس هدفًا آخر في المباراة ضد نادي أوساسونا، التي فازت بها برشلونة 4–0، خلال منافسة كأس الملك، كما سجَّل خلال المباراة النصف نهائيَّة ضد فالنسيا، ليفوز نادي برشلونة بنتيجة 3–1 ويتقدم إلى المباراة النهائيَّة. استمر فابريغاس يظهر بشكلٍ مستمر خلال باقي الموسم، وأنهاه بالفوز بكأس ملك إسبانيا وكأس السوبر الإسباني وكأس السوبر الأوروبي وكأس العالم لأندية كرة القدم.

#### موسم 2012–13
أنهى فابريغاس الفترة الطويلة التي لم يثسجل فيها أي هدف، بعد تسجيله ضد نادي إشبيلية ليفوز برشلونة بنتيجة 3–2. بعد ذلك سجَّل 3 أهداف خلال شهر أكتوبر في الدوري الإسباني ودوري أبطال أوروبا وكأس ملك إسبانيا. ثمَّ عاد وسجَّل مجددًا في مباراة وقعت في الخامس والعشرين من نوفمبر انتصر فيها برشلونة بنتيجة 4–0 على نادي ليفانتي.

### تشيلسي

#### موسم 2014-15
في 12 يونيو 2014، وقع نادي تشيلسي مع فابريغاس على عقد لمدة خمس سنوات مقابل 33 مليون يورو. وبعد أنتقاله أرتدى القميص رقم 4 الذي كان يرتديه دافيد لويز. كان مرشحاً لجائزة أفضل لاعب في الدوري الإنجليزي الممتاز في شهر أغسطس 2014، حيث ذهبت الجائزة بدلاً من ذلك إلى لاعب آخر من تشيلسي الجديد، وهو دييجو كوستا. في 13 سبتمبر 2014، بعد أن قدم تمريرتين حاسمتين في فوز تشيلسي على سوانزي سيتي بنتيجة 4-2، أصبح فابريجاس أول لاعب في تاريخ الدوري الإنجليزي الممتاز يسجل تمريرة حاسمة واحدة على الأقل في ست مباريات متتالية؛ أربع مباريات تحت قيادة تشيلسي واثنتين تحت قيادة أرسنال خلال موسم 2010-11. بعدها بأربعة أيام، سجل أول أهدافه مع النادي، حيث افتتح التسجيل في التعادل 1-1 على أرضه أمام شالكه 04 في أول مباراة لتشيلسي في دور المجموعات في دوري أبطال أوروبا.
منح هدفه الأول في الدوري لتشيلسي الفوز على كريستال بالاس بنتيجة 2-1 في 18 أكتوبر، متوجًا أول أهدافه مع تشيلسي في الدوري، حيث سجل 19 تمريرة. في 10 ديسمبر، مع تأهل تشيلسي بالفعل إلى مرحلة خروج المغلوب كمتصدر للمجموعة، سجل فابريجاس هدفًا من ركلة جزاء في الدقيقة الثامنة ليفتتح الفوز في دوري أبطال أوروبا على سبورتنج لشبونة بنتيجة 3-1 وبعد اثني عشر يومًا سجل هدفًا ثانيًا في الدوري، صنعه إيدين هازارد، واختتم به الفوز 2-0 خارج ملعبه على ستوك.
ارتدى فابريغاس قناعاً واقياً بعد أن تعرض لكسر في أنفه إثر اصطدامه مع تشارلي آدم خلال مباراة الإياب في 4 أبريل. وبعد ثمانية أيام، سجل الهدف الوحيد في المباراة في الدقيقة 88 في الفوز على كوينز بارك رينجرز في لوفتوس رود. في 3 مايو، أي قبل يوم واحد من عيد ميلاده الثامن والعشرين، فاز بأول لقب له في الدوري الإنجليزي الممتاز في المحاولة التاسعة، بعد الفوز على كريستال بالاس 1-0 على أرضه. خلال المباراة قبل الأخيرة من الموسم، خارج ملعب ذا هاوثورنز ضد وست بروميتش ألبيون، حصل فابريغاس على البطاقة الحمراء وطرد من قبل الجماهير بسبب تعمده ركل الكرة على رأس كريس برانت بينما كان اللاعبون يتحدثون إلى الحكم مايك جونز. في الاستئناف، تم تخفيض عقوبة الإيقاف بسبب هذه البطاقة الحمراء من ثلاث مباريات إلى مباراة واحدة.

#### موسم 2015-16
سجل فابريجاس أول أهدافه هذا الموسم في 16 سبتمبر، عندما فاز تشيلسي على مكابي تل أبيب 4-0 في دوري أبطال أوروبا. تعرض هو وكوستا وأوسكار لهتافات الجماهير في ديسمبر بعد إقالة مورينيو، حيث اعتقد المشجعون أن سلوك الثلاثي وأداءهم السيئ كان السبب الأكبر في سوء مستوى الفريق. وجاء هدفه الأول في الدوري في التعادل 3-3 على أرضه أمام إيفرتون في 15 يناير 2016[106] وجاء هدفه الثاني في الفوز 2-1 خارج أرضه على ساوثهامبتون في 27 فبراير 2016. في 19 مارس 2016، سجل فابريغاس ركلة حرة بالإضافة إلى ركلة جزاء في التعادل 2-2 على أرضه أمام الغريم المحلي وست هام يونايتد. سجل فابريغاس آخر أهداف تشيلسي هذا الموسم بعد أن حول ركلة جزاء في التعادل 1-1 أمام ليستر سيتي بطل الدوري الإنجليزي الممتاز الجديد.

#### موسم 2016-17
ارتبط اسم فابريغاس بالانتقال من لندن بعد أن شارك كبديل في المباراة الافتتاحية للدوري الإنجليزي الممتاز 2016-2017 أمام وست هام. في 20 أغسطس 2016، بدأ فابريغاس مرة أخرى على مقاعد البدلاء أمام واتفورد، ودخل المباراة في الشوط الثاني ليحل محل نيمانيا ماتيتش وصنع تمريرة حاسمة لدييغو كوستا الذي سجل هدف الفوز في المباراة التي انتهت بفوز تشيلسي 2-1. في المؤتمر الصحفي الذي أعقب المباراة، نال فابريغاس إشادة المدرب كونتي على أدائه الملهم في الفوز في مباراة العودة وكذلك على سلوكه خلال الحصص التدريبية. جاء أول هدفين لفابريغاس هذا الموسم في مباراة كأس الاتحاد الإنجليزي أمام ليستر سيتي في 20 سبتمبر، وجاء الهدفان في غضون دقيقتين من بعضهما البعض في الوقت الإضافي ليفوز تشيلسي 4-2، وهو الفوز الذي قاده إلى دور ال16.
بعد غياب دام شهرًا بسبب الإصابة، لعب فابريجاس 90 دقيقة كاملة مع فريق تشيلسي تحت 23 سنة ضد فريق ساوثهامبتون تحت 23 سنة في 21 نوفمبر 2016. خلال المباراة، قدم تمريرتين حاسمتين لزميله في الفريق الأول، ميشي باتشواي، وساعد في تحقيق الفوز بنتيجة 3-2. شارك فابريجاس في أول مباراة له في الدوري منذ سبتمبر في مباراة ضد مانشستر سيتي في 3 ديسمبر 2016. كان تشيلسي متأخرًا بنتيجة 1-0 عندما مرر فابريجاس كرة طويلة إلى دييجو كوستا داخل منطقة الجزاء. وضع كوستا الكرة وسددها في الشباك مسجلاً هدف التعادل. دخل فابريجاس من على مقاعد البدلاء أمام وست بروميتش ألبيون في 11 ديسمبر 2016 وترك تأثيراً فورياً على المباراة التي كانت متعادلة بهدف التعادل، حيث أرسل كرة طويلة إلى دييجو كوستا مرة أخرى ليقود تشيلسي إلى هدف الفوز في 14 ديسمبر 2016، قاد فابريجاس تشيلسي إلى الفوز العاشر على التوالي في الدوري بهدفه الأول في الدوري هذا الموسم، حيث سجل في الدقيقة 40 في مرمى سندرلاند. في خامس مباراة له في الدوري هذا الموسم، في 31 ديسمبر 2016، سجل فابريجاس تمريرته الحاسمة رقم 100 في الدوري الإنجليزي الممتاز في مباراته رقم 293 في فوز تشيلسي على ستوك سيتي بنتيجة 4-2، وأصبح أسرع لاعب في تاريخ الدوري الإنجليزي الممتاز يصل إلى هذا الرقم، حيث شارك في 74 مباراة أقل من ريان جيجز.
في 4 فبراير 2017، سجل فابريجاس هدفاً في مرمى ناديه السابق أرسنال عندما استلم كرة ضعيفة من الحارس بيتر تشيك وسدد الكرة من فوقه. لم يحتفل بالهدف احتراماً لناديه السابق. في 25 فبراير، احتفل فابريجاس بمشاركته رقم 300 في الدوري الإنجليزي الممتاز بهدف وتمريرة حاسمة في المباراة التي فاز فيها تشيلسي على سوانزي سيتي 3-1. في المباراة نفسها، وصل فابريجاس إلى 102 تمريرة حاسمة في الدوري الإنجليزي الممتاز، ليعادل رقم فرانك لامبارد كثاني أفضل لاعب في الدوري على الإطلاق.

#### المواسم اللاحقة
في موسم 2017-18، قدم فابريغاس 49 مباراة في جميع المسابقات، وسجل ثلاثة أهداف في الموسم الذي شهد فوز تشيلسي بكأس الاتحاد الإنجليزي ضد مانشستر يونايتد. لعب 90 دقيقة كاملة في النهائي.
افتتح فابريغاس سجل أهدافه في موسم 2018-19 بتسجيله هدف الفوز ضد ديربي كاونتي في الدور الرابع من كأس الاتحاد الإنجليزي. انتصر البلوز بنتيجة 3-2 على ملعب ستامفورد بريدج.

### موناكو
في 11 يناير 2019، وقع فابريغاس مع موناكو على عقد يمتد حتى صيف 2022. في 13 يناير، ظهر فابريغاس لأول مرة في الدوري، وانتهت المباراة بالتعادل 1-1 مع مرسيليا. في 2 فبراير، سجل فابريغاس هدفه الأول في الدوري هذا الموسم لموناكو وحقق فوز 2-1 ضد تولوز. في 20 نوفمبر 2020، سجل فابريغاس هدف الفوز لموناكو 3-2 على باريس سان جيرمان، والذي كان أول فوز لهم على باريس سان جيرمان منذ أغسطس 2016.

## المنتخب

### منتخب الشباب
بدأت رحلة فابريغاس الدولية على مستوى الشباب في بطولة كأس العالم للشباب تحت 17 سنة 2003 التي نظمت في فنلندا، وتمكن من الحصول على لقب الهداف رغم أنه لعب في خط الوسط، وحصل على لقب أفضل لاعب في البطولة. وتمكن المنتخب من الحصول على المركز الثاني في البطولة خلف البرازيل. شارك سيسك بعد ذلك في بطولة كأس أمم أوروبا تحت 17 سنة لعام 2004، وحلت إسبانيا أيضاً في الوصافة. وكان قد اختير اللاعب الذهبي للبطولة.

### المنتخب الأول
لم يستغرق سيسك وقتاً طويلاً لكي يتم استدعاؤه للمنتخب الأول، فبعد ظهوره كلاعب أساسي لآرسنال في السنة الثانية له تم اختياره، واستدعى مدرب منتخب إسبانيا لويس أراغونيس اللاعب الشاب في مباراة ودية ضد ساحل العاج. وفي تلك المباراة أصبح سيسك أصغر لاعب يلعب لإسبانيا منذ 70 عامًا بتفوقه على سيرجيو راموس. وكان قد شارك في تسجيل الهدف الأول لإسبانيا ليساهم بفوزها 3–2 على ساحل العاج.

#### كأس العالم 2006
في 15 مايو 2006، تم اختيار سيسك في تشكيلة إسبانيا في كأس العالم 2006. خلال البطولة، جاء بديلاً في الشوط الثاني في أولى مباريات المجموعة الثانية، مما ساعد المهاجم فرناندو توريس على الفوز بنتيجة 3–1 ضد تونس. ثم شارك كأساسي مع باقي اللاعبين الاحتياطيين في مباراة إسبانيا في المجموعة الثالثة ضد السعودية. وتم إدخاله في مباراة إسبانيا في دور الستة عشر في المرحلة الأولى ضد فرنسا، بدلاً من ماركوس سينا، ولكن إسبانيا خسرت بنتيجة 3–1. أصبح سيسك أصغر لاعب في تاريخ كرة القدم الإسبانية يشارك في نهائيات كأس العالم عندما جاء بديلا عن لويس غارسيا في الدقيقة 77 في الفوز 4–0 ضد أوكرانيا في 13 يونيو 2006، وكان يبلغ من العمر 19 عامًا و 41 يومًا. وتم ترشيحه لجائزة أفضل لاعب شاب في البطولة لكن الذي فاز بها هو الألماني لوكاس بودولسكي.

#### كأس الأمم الأوروبية 2008

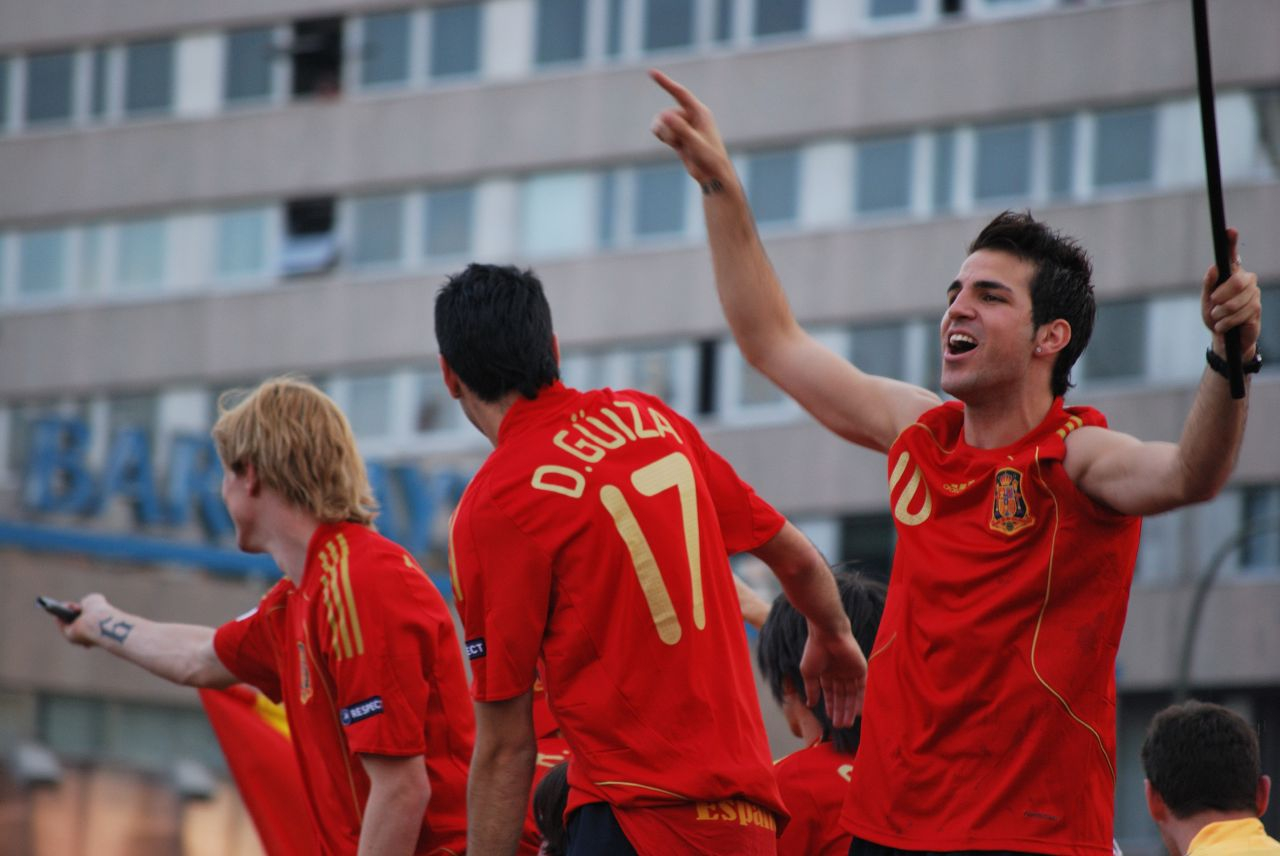
فابريغاس يحتفل بعد الفوز بأمم أوروبا.

في كأس الأمم الأوروبية لسنة 2008، حصل سيسك على الرقم 10 بدلاً من 18. وعلى الرغم من أنه كان بديلاً، إلا أنه كان ذا تأثير كبير في أداء إسبانيا، وسجل هدفه الدولي الأول في هذه البطولة ليفوز فريقه بنتيجة 4–1 على روسيا. فازت إسبانيا في كل مبارياتها الثلاثة في دور المجموعات، والتقت إيطاليا في الدور ربع النهائي. وتمكن المنتخب الإسباني من الفوز على إيطاليا بركلات الترجيح بعد التعادل 0–0 وسجل سيسك ركلة ترجيحية. وفي الدور نصف النهائي، فازت إسبانيا بنتيجة 3–0 على روسيا وصنع فابريغاس هدفين. ولعب لاعب خط الوسط في التشكيلة الأساسية في النهائي ضد ألمانيا وفازت إسبانيا بالمباراة بنتيجة 1–0، وكان هذا اللقب الأول في إسبانيا منذ عام 1964. اختير سيسك مع أفضل فريق في البطولة، وهو عبارة عن تشكيلة تضم 23 لاعبا يختارهم الاتحاد الأوروبي لكرة القدم.

#### كأس القارات 2009
بعد غيابه عن الملاعب لعدة أشهر بسبب إصابته، استعاد فابريغاس مكانه في تشكيلة فيسنتي دل بوسكي. وتم استدعاءه في تشكيلة المنتخب في كأس القارات لسنة 2009. تمكن من تسجيل هدفه الدولي الثاني في مباراة نيوزلندا التي انتهت بنتيجة 5–0 في دور المجموعات. وفي مباراة الدور نصف النهائي ضد الولايات المتحدة عانت إسبانيا وخسرت بنتيجة 2–0، وكان سيسك في التشكيلة الأساسية.

#### كأس العالم 2010

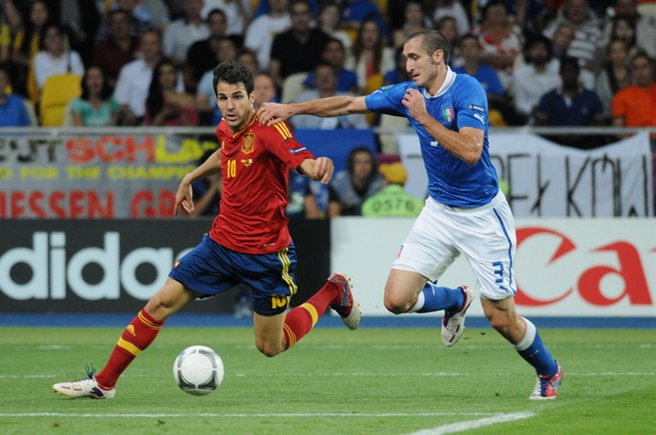
فابريغاس خلال نهائي كأس الأمم الأوروبية لكرة القدم 2012.

تم اختيار فابريغاس للمشاركة في نهائيات كأس العالم 2010. لم يلعب سيسك أساسياً في البطولة لكنه كان لاعباً احتياطياً في أربع مباريات من مجموع سبع، وفي المباراة النهائية مرر سيسك فابريغاس لأنيستا ليسجل هدف الفوز لإسبانيا.

#### كأس الأمم الأوروبية 2012
اختير فابريغاس أحد رجال فرقة ديل باسك المكونة من 23 رجلًا للمشاركة في كأس الأمم الأوروبية لكرة القدم 2012. ظهر فابريغاس في التشكيلة الأماميَّة 4–3–3 ضد إيطاليا في المباراة الافتتاحية للمجموعة الثالثة. وفي الدقيقة 64 سجَّل هدف التعادل لتنتهي المباراة بنتيجة 1–1. بعد ذلك سجَّل هدفه الثاني ضد إيرلندا، كما سجَّل هدف ركلات الجزاء الذي أدّى إلى فوز إسبانيا على البرتغال بنتيجة 4–2 بعد أن استمرت المباراة عقيمة بلا أهداف. وفي المباراة النهائيَّة ضد إيطاليا، والتي انتهت لصالح إسبانيا بنتيجة 4–0، مرر فابريغاس الكرة إلى دافيد سيلفا الذي افتتح التسجيل.

### قائمة الأهداف الدولية
| #  | التاريخ        | المكان                                        | الخصم           | النتيجة | النتيجة | المسابقة                            |
| -- | -------------- | --------------------------------------------- | --------------- | ------- | ------- | ----------------------------------- |
| 1  | 10 يونيو 2008  | ملعب تيفولي الجديد، إنسبروك، النمسا           | روسيا           | 4–1     | 4–1     | كأس الأمم الأوروبية لكرة القدم 2008 |
| 2  | 14 يونيو 2009  | ملعب رويال بافوكينغ، روستنبورغ، جنوب أفريقيا  | نيوزيلندا       | 4–0     | 5–0     | كأس القارات 2009                    |
| 3  | 9 سبتمبر 2009  | ملعب رومانو، مريدا، إسبانيا                   | إستونيا         | 1–0     | 3–0     | تصفيات كأس العالم 2010              |
| 4  | 10 أكتوبر 2009 | ملعب هانرابيتاكان، يريفان، أرمينيا            | أرمينيا         | 1–0     | 2–1     | تصفيات كأس العالم 2010              |
| 5  | 18 نوفمبر 2009 | ملعب إرنست هابل، فيينا، النمسا                | النمسا          | 1–1     | 5–1     | ودية                                |
| 6  | 8 يونيو 2010   | ملعب نويفا كوندومينا، مرسية، أسبانيا          | بولندا          | 4–0     | 6–0     | ودية                                |
| 7  | 2 سبتمبر 2011  | ملعب أيه إف جي، سانت غالن، سويسرا             | تشيلي           | 2–2     | 3–2     | ودية                                |
| 8  | 2 سبتمبر 2011  | ملعب أيه إف جي، سانت غالن، سويسرا             | تشيلي           | 3–2     | 3–2     | ودية                                |
| 9  | 10 يونيو 2012  | ملعب بي جي إي أرينا غدانسك، الدنمارك          | إيطاليا         | 1–1     | 1–1     | بطولة أمم أوروبا 2012               |
| 10 | 14 يونيو 2012  | بي جي إي أرينا غدانسك، غدانسك، بولندا         | جمهورية أيرلندا | 4–0     | 4–0     | بطولة أمم أوروبا 2012               |
| 11 | 15 أغسطس 2012  | ملعب خوان رامون لوبريل، بايامون، بورتوريكو    | بورتوريكو       | 2–0     | 2–1     | ودية                                |
| 12 | 6 فبراير 2013  | ملعب خليفة الدولي، الدوحة، قطر                | الأوروغواي      | 1–0     | 3–1     | ودية                                |
| 13 | 8 يونيو 2013   | ملعب هارد روك، ميامي غاردنز، الولايات المتحدة | هايتي           | 2–0     | 2–1     | ودية                                |
| 14 | 11 يونيو 2015  | استاد راينو دي ليون، قشتالة وليون، إسبانيا    | كوستاريكا       | 2–1     | 2–1     | ودية                                |
| 15 | 1 يونيو 2016   | ريد بل أرينا، زالتسبورغ، النمسا               | كوريا الجنوبية  | 2–0     | 6–1     | ودية                                |

## أسلوب اللعب

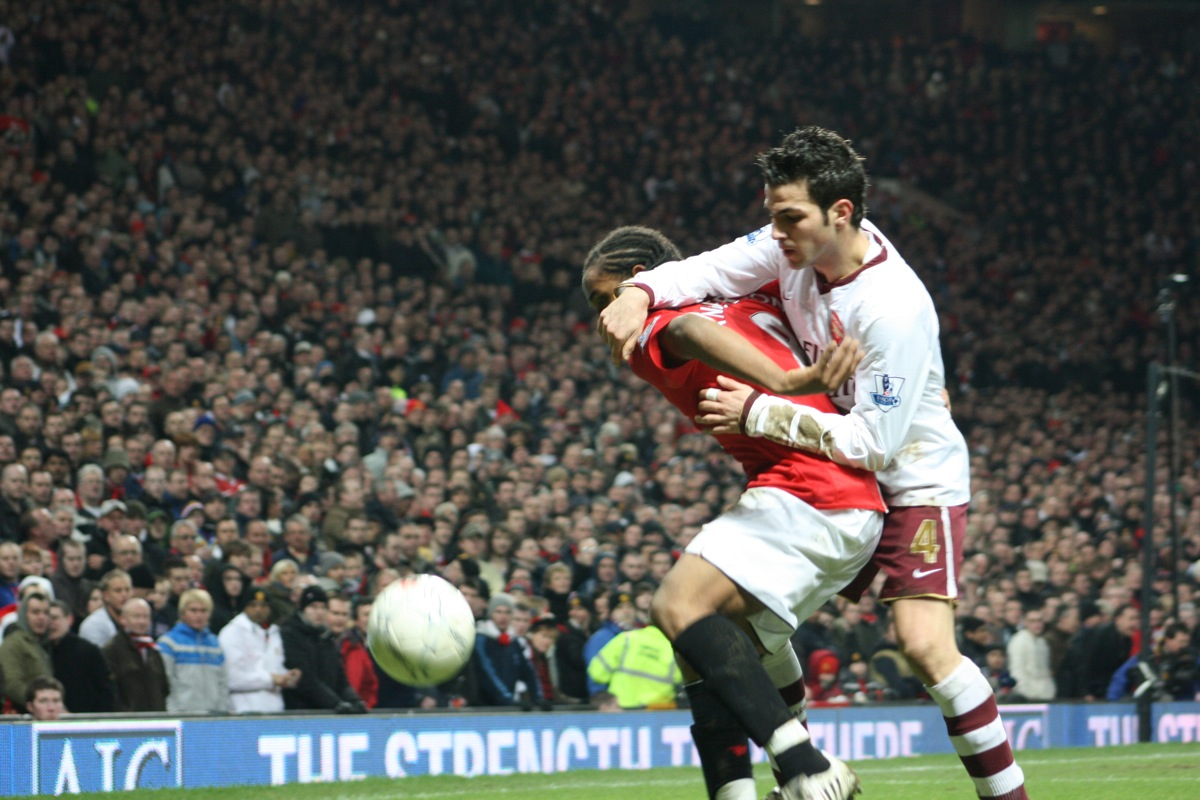
فابريغاس وأندرسون في مباراة مانشستر يونايتد بموسم 2007–08.

تم التعاقد مع فابريغاس في شبابه لتطوير موهبته عبر كأس الرابطة، ولكن بشكل غير متوقع، بدأ فابريغاس اللعب بشكل أساسي في خط الوسط بعد إصابة لاعبي خط الوسط باتريك فييرا وجيلبرتو سيلفا وإيدو خلال موسم 2004–05، في حين شغل مركز فييرا الذي كان قدوة بالنسبة إليه، على غرار بطل طفولته ومواطنه جوزيب غوارديولا. وبما أنه كان مختلف البنية عن سابقيه من لاعبي أرسنال الذين لعبوا في نفس الموقع، هفقد وُجهت إليه انتقادات لضعف بنيته الجسمانية وخفة وزنه وأسلوبه الأقل خشونة في اللعب.
ومع ذلك، لم يستغرق وقتًا طويلاً ليصبح واحدا من المواهب الشابة البارزة في مركز صانع الألعاب، وتم وصفه بأنه نواة الفريق الأول لأرسنال، وكانت لديه رؤية إبداعية وفهم فطري إلى طريقة لعب أرسنال بالرغم من صغر سنه. وكان القوة الرئيسية والإبداعية عندما كان في صفوف آرسنال، كما تشهد على ذلك الإحصائيات حيث أنه صنع 16 هدف في جميع المسابقات في موسم 2006–07، وبين موسميّ 2006–07 و 2010–11، وقام بصنع أكبر عدد من الأهداف في البطولات الأفضل عالميًا في دوريات إنجلترا وإسبانيا وإيطاليا وألمانيا وفرنسا.
كان فابريغاس في آرسنال المسؤول عن تنفيذ الكرات الثابتة وركلات الزاوية وركلات الجزاء، وكان لا يسجل الكثير من الأهداف مع آرسنال. تغير كل هذا في بداية موسم 2007–08 عندما سجل 11 هدفا في مبارياته الستة عشر الأولى، وقال فينغر مدرب آرسنال أن عجز فابريغاس كان نتيجة تغير حالته النفسية، وحتى أنه قُورن بلاعب خط الوسط الفرنسي ميشيل بلاتيني. كما كان هناك الكثير من المخاوف من كثرة مباريات سيسك فابريغاس لناديه ومنتخب بلاده في هذه السن المبكرة، قلَّت مباريات فابريغاس بسبب الإصابة في المواسم الثلاثة الأخيرة له مع آرسنال.

## الإحصاءات

### النادي

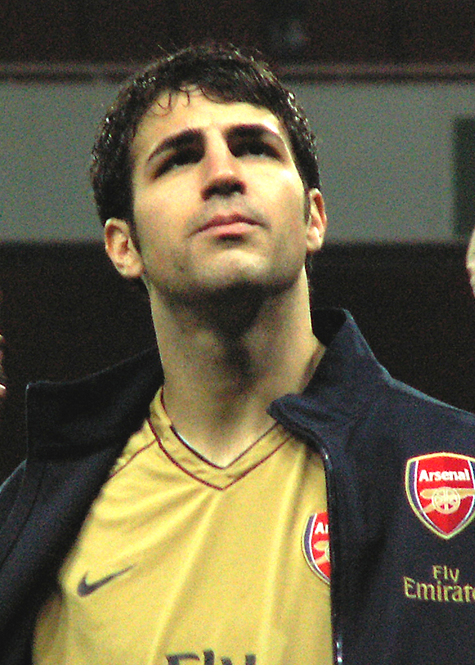
فابريغاس قبل مباراة ضد نيوكاسل يونايتد في يناير 2008

آخر تحديث 7 مارس 2020. 
| النادي   | الموسم   | الدوري           | الدوري | الدوري  | الكأس  | الكأس   | كأس السوبر | كأس السوبر | أوروبا | أوروبا  | أخرى   | أخرى    | المجموع | المجموع |
| النادي   | الموسم   | الدوري           | الظهور | الأهداف | الظهور | الأهداف | الظهور     | الأهداف    | الظهور | الأهداف | الظهور | الأهداف | الظهور  | الأهداف |
| -------- | -------- | ---------------- | ------ | ------- | ------ | ------- | ---------- | ---------- | ------ | ------- | ------ | ------- | ------- | ------- |
| آرسنال   | 2003–04  | الدوري الإنجليزي | 0      | 0       | 0      | 0       | 3          | 1          | 0      | 0       | 0      | 0       | 3       | 1       |
| آرسنال   | 2004–05  | الدوري الإنجليزي | 33     | 2       | 6      | 0       | 1          | 0          | 5      | 1       | 1      | 0       | 46      | 3       |
| آرسنال   | 2005–06  | الدوري الإنجليزي | 35     | 3       | 0      | 0       | 1          | 0          | 13     | 1       | 1      | 1       | 50      | 5       |
| آرسنال   | 2006–07  | الدوري الإنجليزي | 38     | 2       | 2      | 0       | 4          | 0          | 10     | 2       | —      | —       | 54      | 4       |
| آرسنال   | 2007–08  | الدوري الإنجليزي | 32     | 7       | 1      | 0       | 2          | 0          | 10     | 6       | —      | —       | 45      | 13      |
| آرسنال   | 2008–09  | الدوري الإنجليزي | 22     | 3       | 1      | 0       | 0          | 0          | 10     | 0       | —      | —       | 33      | 3       |
| آرسنال   | 2009–10  | الدوري الإنجليزي | 27     | 15      | 1      | 0       | 0          | 0          | 8      | 4       | —      | —       | 36      | 19      |
| آرسنال   | 2010–11  | الدوري الإنجليزي | 25     | 3       | 3      | 2       | 3          | 1          | 5      | 3       | —      | —       | 36      | 9       |
| آرسنال   | المجموع  | المجموع          | 212    | 35      | 14     | 2       | 14         | 2          | 61     | 17      | 2      | 1       | 303     | 57      |
| برشلونة  | 2011–12  | الدوري الإسباني  | 28     | 9       | 8      | 3       | —          | —          | 10     | 2       | 2      | 1       | 48      | 15      |
| برشلونة  | 2012–13  | الدوري الإسباني  | 32     | 11      | 7      | 2       | —          | —          | 8      | 1       | 1      | 0       | 48      | 14      |
| برشلونة  | 2013–14  | الدوري الإسباني  | 36     | 8       | 8      | 4       | —          | —          | 9      | 1       | 2      | 0       | 55      | 13      |
| برشلونة  | المجموع  | المجموع          | 96     | 28      | 23     | 9       | —          | —          | 27     | 4       | 5      | 1       | 151     | 42      |
| تشيلسي   | 2011–12  | الدوري الإنجليزي | 34     | 3       | 1      | 0       | 4          | 0          | 8      | 2       | —      | —       | 47      | 5       |
| تشيلسي   | 2012–13  | الدوري الإنجليزي | 37     | 5       | 4      | 0       | 0          | 0          | 7      | 1       | 1      | 0       | 49      | 6       |
| تشيلسي   | 2016–17  | الدوري الإنجليزي | 29     | 5       | 6      | 0       | 2          | 2          | —      | —       | —      | —       | 37      | 7       |
| تشيلسي   | 2017–18  | الدوري الإنجليزي | 32     | 2       | 4      | 0       | 4          | 0          | 8      | 1       | 1      | 0       | 49      | 3       |
| تشيلسي   | 2018–19  | الدوري الإنجليزي | 6      | 0       | 1      | 0       | 3          | 1          | 5      | 0       | 1      | 0       | 16      | 1       |
| تشيلسي   | المجموع  | المجموع          | 138    | 15      | 16     | 0       | 13         | 3          | 28     | 4       | 3      | 0       | 198     | 22      |
| موناكو   | 2018–19  | الدوري الفرنسي   | 13     | 1       | 1      | 0       | 1          | 0          | —      | —       | —      | —       | 15      | 1       |
| موناكو   | 2019–20  | الدوري الفرنسي   | 18     | 0       | 2      | 0       | 2          | 0          | —      | —       | —      | —       | 22      | 0       |
| موناكو   | 2020–21  | الدوري الفرنسي   | 21     | 2       | 5      | 1       | —          | —          | —      | —       | —      | —       | 26      | 3       |
| موناكو   | 2021–22  | الدوري الفرنسي   | 2      | 0       | 0      | 0       | —          | —          | 3      | 0       | —      | —       | 5       | 0       |
| موناكو   | المجموع  | المجموع          | 54     | 3       | 8      | 1       | 3          | 0          | 3      | 0       | —      | —       | 68      | 4       |
| الإجمالي | الإجمالي | الإجمالي         | 500    | 81      | 61     | 12      | 30         | 5          | 118    | 24      | 11     | 3       | 719     | 125     |

1. 1 2 3 4 5 6 7 8 9 10 11 12  جميعها في دوري أبطال أوروبا
2. 1 2 3 4  جميعها في درع الاتحاد الإنجليزي
3. ↑  مباراة وهدف في كأس السوبر الأوروبي، وتسعة مباريات وهدف في دوري أبطال أوروبا
4. ↑  مباراة في كأس السوبر الإسباني ومباراة وهدف في كأس العالم للأندية
5. 1 2  جميعها في كأس السوبر الإسباني
6. ↑  Appearance in درع الاتحاد الإنجليزي
7. ↑  جميعها في الدوري الأوروبي

### المنتخب
آخر تحديث 27 يونيو 2016.
| منتخب إسبانيا | منتخب إسبانيا | منتخب إسبانيا |
| العام         | المباريات     | الأهداف       |
| ------------- | ------------- | ------------- |
| 2006          | 14            | 0             |
| 2007          | 8             | 0             |
| 2008          | 15            | 1             |
| 2009          | 10            | 4             |
| 2010          | 11            | 1             |
| 2011          | 4             | 2             |
| 2012          | 13            | 3             |
| 2013          | 11            | 2             |
| 2014          | 8             | 0             |
| 2015          | 7             | 1             |
| 2016          | 9             | 1             |
| المجموع       | 110           | 15            |

- المصدر:[123]

## الإنجازات

### آرسنال
البطل

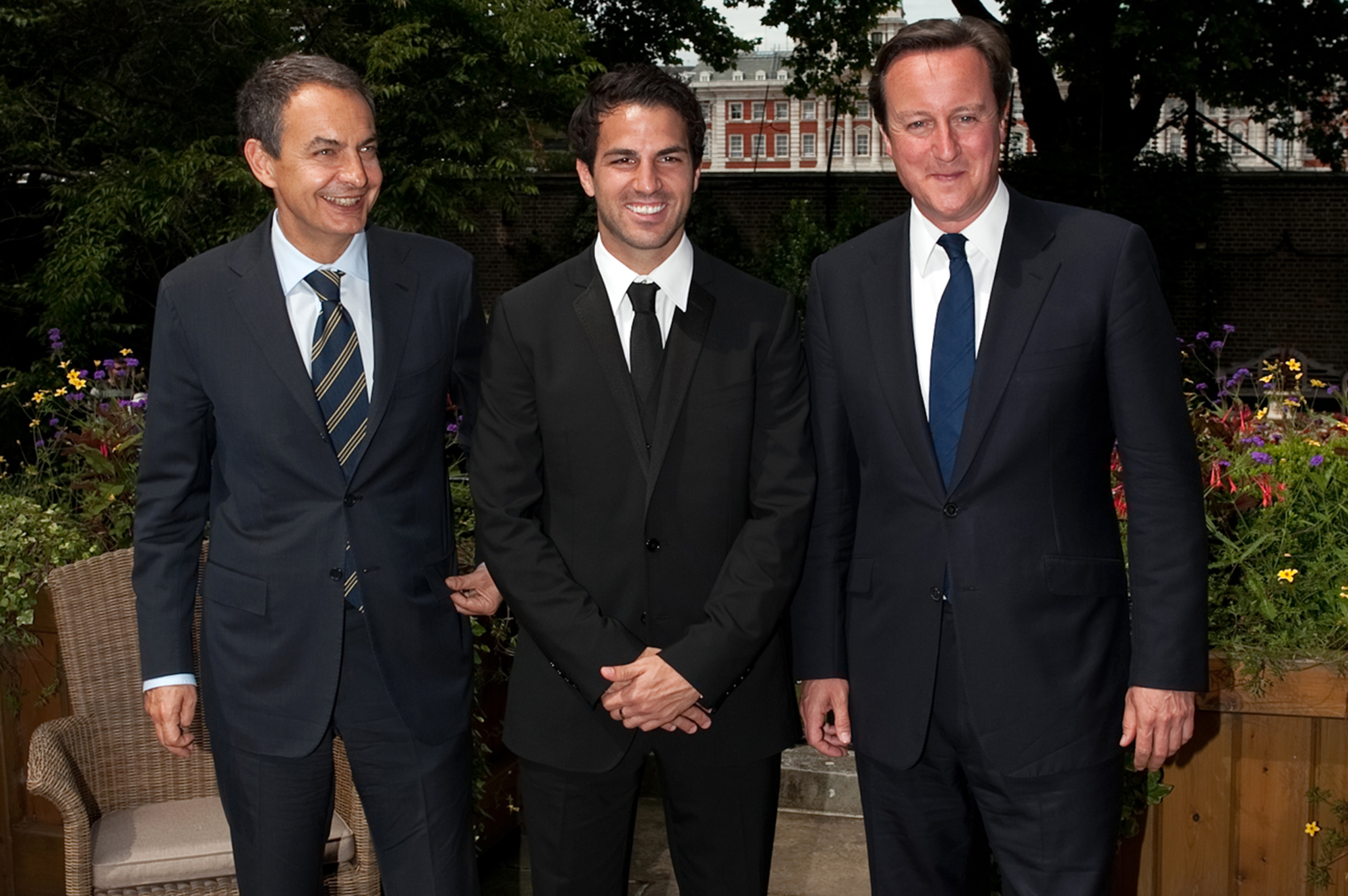
فابريغاس مع رئيس وزراء المملكة المتحدة ديفيد كاميرون ورئيس وزراء إسبانيا خوسيه لويس ثباتيرو.

- كأس الاتحاد الإنجليزي لكرة القدم (1): 2005
- الدرع الإنجليزي الخيري (1): 2004

الوصيف
- دوري أبطال أوروبا (1): 2005–06
- كأس رابطة الأندية الإنجليزية المحترفة (كارلنغ كاب) (1): 2006–07
- الدرع الإنجليزي الخيري (1): 2005

### برشلونة
البطل
- كأس السوبر الإسباني: 2011
- كأس السوبر الاوربي: 2011
- كأس العالم للأندية: 2011
- كأس ملك إسبانيا : 2011–12
- الدوري الإسباني: 2012–13
- كأس السوبر الإسباني: 2013

الوصيف
- الدوري الإسباني: 2011–12، 2013–14
- كأس ملك إسبانيا: 2013–14

#### تشيلسي
- الدوري الإنجليزي: 2014–15، 2016–17
- كأس الرابطة: 2014–15
- كاس الاتحاد : 2017–2018

### المنتخب
البطل
- كأس العالم (1): 2010
- بطولة أمم أوروبا (2): 2008، 2012
- كأس العالم للشباب تحت 17 سنة (1): 2003

### الفردية
| - كأس العالم لكرة القدم تحت 17 سنة: الحذاء الذهبي - كأس العالم لكرة القدم تحت 17 سنة: الكرة الذهبية - كأس الأمم الأوروبية لكرة القدم تحت 17 سنة 2004: اللاعب الذهبي - جائزة برافو: 2006 | - فريق أوروبا للسنة: 2006، 2008 - لاعب الشهر في الدوري الإنجليزي: يناير 2007، سبتمبر 2007 - تشكيلة العام من المجلات الرياضية الأوروبية: 2007-08، 2009-10 - أفضل لاعب شاب في الدوري الإنجليزي: 2007-08 | - تشكيلة العام في الدوري الإنجليزي: 2007-08، 2009-2010 - تشكيلة كأس أمم أوروبا: 2008 - الفتى الذهبي: 2006 - جائزة أمير أستورياس: 2010 |

## الظهور الإعلامي
ظهر فابريغاس في برنامج تلفزيوني يحمل عنوان «عرض سيسك فابريغاس: نايكي لايف»، الذي بُث في 19 مايو 2008. وبرعاية شركة نايكي على شبكة سكاي سبورت. ظهر سيسك في عدة رسوم في مع العديد من زملائه في آرسنال مثل فيليب سينديروس ونيكلاس بيندتنر، فضلاً عن المدرب أرسين فينغر، ووالدي فابريغاس ونجم برنامج ليتل بريطانيا لوكاس مات.
وهو أيضًا الراعي الفخري للحملة ضد العنصرية في كرة القدم والمجتمع؛ حاملة عنوان «إظهار العنصرية بطاقة حمراء».

## الأعمال الرعوية
خلال عام 2011 وقَّع فابريغاس عقدًا مع شركة بوما الألمانيَّة المنتجة للمعدات والألبسة الرياضيَّة، وظهر في إعلان بوما باور كات 1.12 في شهر سبتمبر من نفس العام، ليُصبح بذلك أحد الرائدين المستخدمين لأحذية باور كات الرياضيَّة من إنتاج هذه الشركة.

## وصلات خارجية
- الموقع الرسمي
- سيسك فابريغاس على موقع الاتحاد الدولي (مؤرشف)  (الإنجليزية)
- سيسك فابريغاس على موقع الاتحاد الأوربي (الإنجليزية)
- سيسك فابريغاس على موقع إي إس بي إن إف سي (الإنجليزية)
- سيسك فابريغاس على موقع قاعدة بيانات كرة القدم.إي يو (الإنجليزية)
- سيسك فابريغاس على موقع بيانات كرة القدم. دي إي (الألمانية)
- سيسك فابريغاس على موقع ليكيب (الفرنسية)
- سيسك فابريغاس على موقع ناشيونال فوتبول تيمز (الإنجليزية)
- سيسك فابريغاس على موقع Soccerbase.com (لاعب) (الإنجليزية)
- سيسك فابريغاس على موقع Soccerway.com (الإنجليزية)
- سيسك فابريغاس على موقع عالم كرة القدم.نت (الإنجليزية)
- الملف الشخصي على الاتحاد الإسباني
- بيانات المنتخب الوطني (بالإسبانية)